# Gibraltar Phoenix F.C.
Gibraltar Phoenix F.C. var en fodboldklub fra Gibraltar. Klubben spiller deres hjemmekampe på Victoria Stadium hvor der er plads til 2.000 tilskuere.
St Joseph's FC blev grundlagt i 2011.

## Historiske slutplaceringer
| Sæson   | Niveau | Liga             | Placering | Kilde | Notering  |
| ------- | ------ | ---------------- | --------- | ----- | --------- |
| 2012/13 | 2.     | First Division   | 2.        | [ 1 ] | Stigning  |
| 2013/14 | 1.     | Premier Division | 8.        | [ 2 ] | Fald      |
| 2014/15 | 2.     | Second Division  | 4.        | [ 1 ] |           |
| 2015/16 | 2.     | Second Division  | 3.        | [ 3 ] |           |
| 2016/17 | 2.     | Second Division  | 1.        | [ 4 ] | Stigning  |
| 2017/18 | 1.     | Premier Division | 6.        | [ 5 ] |           |
| 2018/19 | 1.     | Premier Division | 5.        | [ 6 ] |           |
|         |        |                  |           |       |           |
| 2019/20 | 1.     | National League  | x.        | [ 7 ] | Konkursin |